# Gángster por un pequeño milagro
Gángster por un pequeño milagro es una película de Hong Kong de 1989 dirigida y protagonizada por Jackie Chan. El elenco está compuesto por otros reconocido actores asiáticos como Anita Mui y Wu Ma.

## Sinopsis
Chan interpreta a Kuo Cheng-Wah, un chico de buen corazón que es engañado por Tung (Bill Tung), quien le roba todo su dinero cuando llega a Hong Kong. Deprimido, se encuentra con Madame Kao (Gua Ah-leh), una mujer pobre que vende flores en la calle; ella lo insta a comprar una rosa roja, diciendo que le traerá suerte. No está de acuerdo al principio, pero después de mirar su billetera, finalmente acepta.

## Reparto
- Jackie Chan como 'Charlie' Kuo Chen Wah.
- Anita Mui como Yang Luming.
- Gua Ah-leh como Madam Kao.
- Chun Hsiung Ko como Tiger.
- Wu Ma como Hoi.
- Lo Lieh como Fei.
- Bill Tung como Tung.
- Gloria Yip como Belle Kao.
- Richard Ng como Inspector Ho.